# Мартинес Айяла, Гильермо
Гилье́рмо Марти́нес Айя́ла (исп. Guillermo Martínez Ayala; род. 15 мая 1995 года в Селая, Мексика) — мексиканский футболист, нападающий клуба «Минерос де Сакатекас» и сборной Мексики.

## Клубная карьера
Мартинес — воспитанник клуба «Пачука». 7 августа 2014 года в матче Лиги чемпионов КОНКАКАФ против гондурасского «Реал Эспанья» Гильермо дебютировал за команду. 1 февраля 2015 года в матче против «Гвадалахары» он дебютировал в мексиканской Примере. В начале 2016 года для получения игровой практики Гильермо на правах аренды перешёл в Лобос БУАП. 9 января в матче против «Хуарес» он дебютировал в Лиге Ассенсо. В этом же поединке Мартинес забил свой первый гол за новую команду.
Летом того же года Гильермо вновь отправился в аренду, его новым клубом стал «Корас де Тепик». 16 июля в матче против «Кафеталерос де Тапачула» он дебютировал за новую команду. 30 июля в поединке против «Мурсиелагос» Мартинес забил свой первый гол за «Корас». 18 сентября в матче против «Лорос Универсидад» он сделал хет-трик.
В начале 2017 года Мартинес был отдан в аренду в «Гвадалахару». 22 января в матче против «Тихуаны» он дебютировал за новый клуб. В 2017 году Кота помог клубу выиграть чемпионат.

## Международная карьера
В 2015 году Мартинес был включён в заявку молодёжной сборной Мексики на участие в молодёжном чемпионате КОНКАКАФ на Ямайке. На турнире он сыграл в матчах против молодёжных команд Кубы, Канады, Гондураса, Сальвадора и Панамы. В поединках против кубинцев и панамцев Гильермо забил три мяча. По итогам соревнований он стал их победителем.
Летом того же года Мартинес принял участие в молодёжном чемпионате мира в Новой Зеландии. На турнире он сыграл в матчах против Уругвая, Сербии и Мали.

## Достижения
Клубные
 «Гвадлахара»
- Чемпионат Мексики по футболу — Клаусура 2017

Международные
 Мексика (до 20)
- Чемпионат КОНКАКАФ среди молодёжных команд — 2015